# 청두 샹룽
청두 샹룽은 중국이 개발한 고고도 장기체공 무인정찰기로서, 중국판 글로벌 호크이다.

## 같이 보기
- 글로벌 호크